# Phurbu

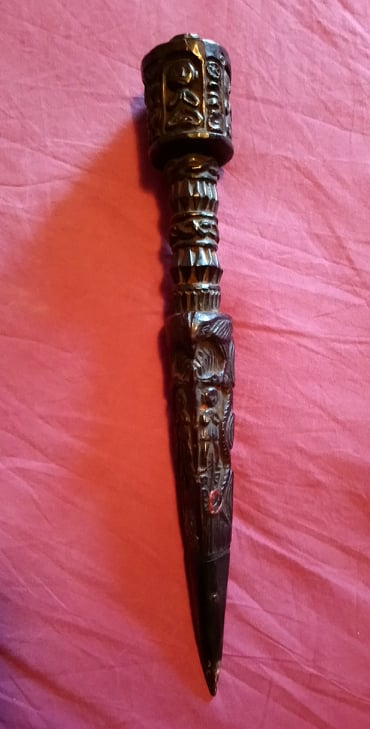
Phurbu ou phurba en bois

Phurbu, phourbou, phurba ou phourba (sanskrit IAST : kīla) est un terme tibétain qui désigne une dague rituelle associée à certaines divinités du bouddhisme vajrayana telles que Vajrakilaya.